# Липеты
Липеты — деревня в Карамышевской волости Псковского района Псковской области России.
Расположена в 20 км по дороге и в 10 км напрямую к югу от села Карамышево и в 20 км к юго-востоку от Пскова.
| 2001 | 2002 | 2010 |
| ---- | ---- | ---- |
| 162  | ↘126 | ↘112 |